# Maurice Fabre (collectionneur)
Pour les articles homonymes, voir Fabre.
Maurice Fabre est un collectionneur, critique d'art et viticulteur français né le 12 août 1861 à Gasparets et mort dans le même hameau en 1939. 

## Biographie
Maurice Fabre naît en 1861 à Gasparets, hameau de la petite commune de Boutenac située à une vingtaine de kilomètres à l'ouest de Narbonne. De 1875 à 1880 il étudie chez les dominicains de Sorèze dans le Tarn. Il possède d'importants vignobles dans les Corbières et répartit son temps et ses activités entre son domaine de Gasparets, sa maison de la rue Louis-Blanc à Narbonne et son appartement de la rue Racine à Paris. Propriétaire extrêmement fortuné, il doit cependant restreindre son niveau de vie, pratiquement ruiné par la chute des cours du vin provoquée par les crises successives qui ont abouti à la révolte des vignerons de 1907.
Grand amateur d'art, il possède une considérable collection d'œuvres d'artistes pour l'heure très peu connus mais qui deviendront des phares de l'art contemporain de la fin du XIXe et du début du XXe siècle. Passionné d'occultisme et d'ésotérisme, il rencontre à Paris le peintre symboliste Odilon Redon dès 1887 et échange avec l'artiste une importante correspondance. Il reçoit Ricardo Viñes, qu'il connaît depuis 1897 et Déodat de Séverac, sorézien de 1886 à 1890, sans doute croisé lors d'une fête d'anciens élèves, qu'il retrouve ici et qu'il présente à Odilon Redon. Ils se rendent tous les trois en novembre 1901 chez Émile Schuffenecker qui leur montre des Cézanne, des Gauguin et des Van Gogh. Plus tard, en 1907, il se rend avec les Fayet dans la famille de la veuve de Théo van Gogh, les Bonger, amis de Redon. Fabre connaît les peintres Édouard Vuillard, Maurice Denis, Pierre Bonnard, le critique André Mellerio, les marchands d'art Alexandre Bernheim, Paul Durand-Ruel, Ambroise Vollard. Il connaît aussi Joris-Karl Huysmans et Stéphane Mallarmé avec lequel il participe à un banquet en hommage à Jean Moréas en 1891. Il fréquente la librairie d'Edmond Bailly où il conduit les deux musiciens et Maurice Ravel, que lui a présenté Viñes, voir les Redon. Il initie Gustave Fayet, pour lequel il est « le plus gentil garçon de la terre », autre sorézien, languedocien et vigneron comme lui, à l'art moderne, lui fait découvrir l'avant-garde parisienne, lui ouvre les portes des galeries et des ateliers et lui fait rencontrer Odilon Redon,. C'est à l'occasion d'une audition au Concert Chevillard de Lénore, poème symphonique d'Henri Duparc, que Fabre présente Viñes à Fayet en février 1901 et c'est par son intermédiaire que Séverac et Fayet se rencontrent. Pour les vacances, les deux musiciens se retrouvent chez Fabre à Gasparets ou à Narbonne où les rejoignent les Fayet. C'est ainsi qu'ils allèrent ensemble visiter l'abbaye de Fontfroide en 1906, avant même son acquisition par les Fayet, constituant les prémisses de ce qui allait devenir le groupe des « Fontfroidiens ». Fabre est un inconditionnel de Stendhal et le défend bec et ongles contre les critiques de ses amis lors de leurs discussions.
Dès 1884, il publie ses premières critiques dans Le Passant, la nouvelle revue littéraire et artistique du Midi de Maurice Bouchor. Odilon Redon est particulièrement touché par les articles de son ami qui donne également des conférences sur l'occultisme dans le salon de la duchesse de Pomar, sur Jeanne d'Arc ou sur les poèmes d'Albert Samain. L'art, la musique, Claude Debussy, Richard Wagner, ne sont pas les seuls points communs entre les deux hommes mais aussi l'attachement à leur terre respective, Peyrelebade pour Redon, Gasparets pour Fabre. Le peintre réalise un portrait de profil du critique avec la dédicace « À mon ami Maurice Fabre — Odilon Redon 1904 ». Dans la préface des catalogues d'exposition des œuvres de Redon, à Béziers en 1901 et à l'Hôtel Drouot en 1902, Fabre ne tarit pas d'éloges ayant vite compris la puissance de la couleur chez le peintre qui a abandonné ses noirs.
À Béziers, Maurice Fabre soutient l'initiative de son ami Gustave Fayet, nouveau conservateur du musée des Beaux-Arts de la ville en rédigeant la préface du catalogue de l'exposition de 1901 qui pour Roseline Bacou résonne comme un manifeste : « Paris cette année aura trois salons. Béziers a le sien [...] ». Cette exposition où l'on a présenté en France le premier Picasso et où l'on a pu voir Oviri de Gauguin est aujourd'hui une référence pour nombre d'historiens de l'art. Le public biterrois n'est pas prêt. Les institutions ne sont pas prêtes. Pourtant Fayet et Fabre ont parfaitement conscience de la postérité des artistes qu'ils apprécient, Cézanne, Gauguin, Redon ou Van Gogh. Ainsi Fabre écrit-il à Fayet : « J’ai vu le portrait de Cézanne [...] Il est magnifique, c’est une chose qui ira sûrement au Louvre un jour, dans 50 ans, 50 siècles, peu importe. » En 1905 il organise encore avec Gustave Fayet, George-Daniel de Monfreid et Harry Kessler une rétrospective Gauguin à Weimar. La plus grande partie de sa collection est dispersée en 1902, la vente étant organisée par Alexandre Bernheim, et en 1911, année lors de laquelle il vend ses Redon. Il se marie en 1936, vend le reste de sa collection et meurt en 1939. 

## Collections
Collectionneur avisé et très réfléchi du fait de ses finances limitées quand les cours du vin commencent à chuter (Gauguin le qualifiait d'« avare »), doté d'une réelle intuition dans la découverte des nouveaux talents, toujours disposé à prêter les œuvres pour faire connaître les artistes, Maurice Fabre est aussi un investisseur qui achète, revend, échange selon des probabilités de cote bien calculées. Sa correspondance, le catalogue de ses ventes, le catalogue des artistes ou les collections des musées permettent de connaître l'étendue des œuvres entrées en sa possession.
| - Pierre Bonnard - Dans la rue - Enfants jouant dans un parc - Rodolphe Bresdin - Paul Cézanne - La Toilette - Baigneuses - Maurice Denis - Paul Gauguin - Paysage aux palmiers - Le Calvaire ou Le Christ vert - Te Matete (Le Marché) - Faa Iheihe (La Pastorale tahitienne) - Deux tahitiennes accroupies ou Nafea Faaipoipoi (Quand te maries-tu ?) - La Rivière blanche - Marine - Tête de Tahitienne - L’Esprit veille - Femme nue debout - Bretonne - La Madeleine - Deux tahitiennes - Francisco de Goya - La Tauromachie - Charles Lacoste - Henri Matisse - Nature morte, Pots et fruits | - Adolphe Monticelli - La futaie - Méphistophélès - Baigneuses - Pablo Picasso - Femme au bord de la mer - Le Roi Soleil - Odilon Redon - Béatrice (1886), fusain, - Portrait de Madame Redon ou L'Écharpe jaune - Caliban - L'Araignée en pleurs - Tête entourée d’épines - Les Épines Rouges - Fleurs - Auguste Rodin - Vincent van Gogh - Le Facteur Roulin - La Ronde des prisonniers - Le campement des Bohémiens - La Cueillette des olives - Les Cyprès - Maisons de gardians à Saintes-Maries - Maison dans les Oliviers - Les Barques à voile aux Saintes-Maries - Vue d'Auvers - Édouard Vuillard - Iris - Pensées |

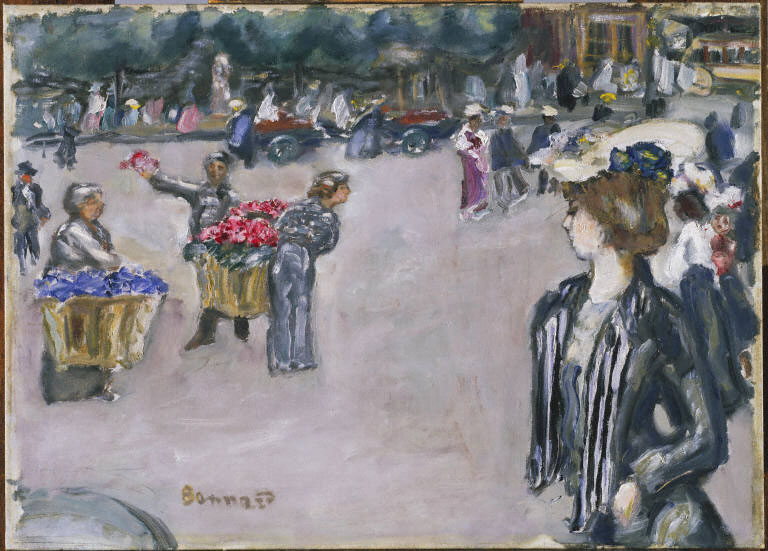
Dans la rue, Pierre Bonnard
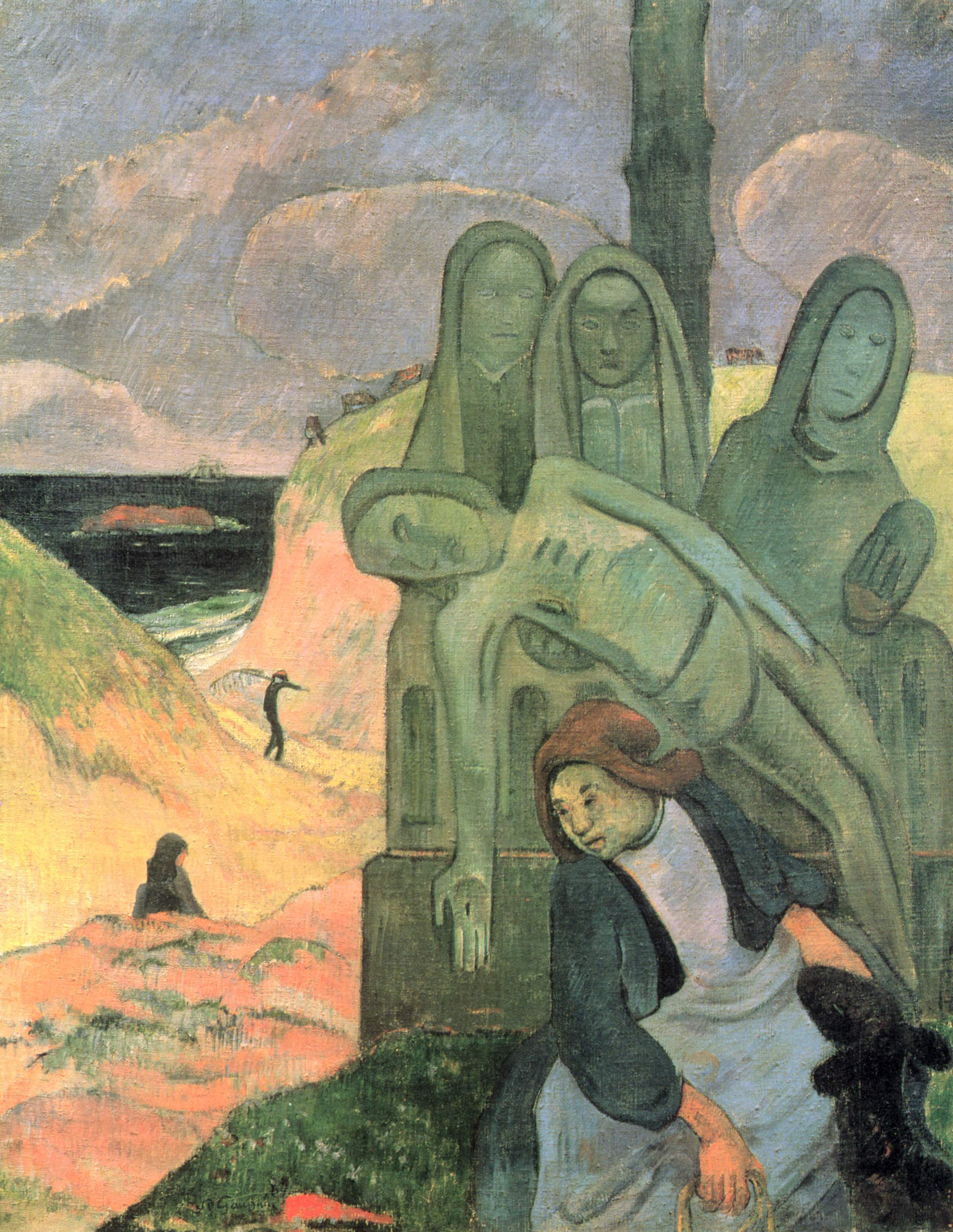
Le Christ vert, Paul Gauguin
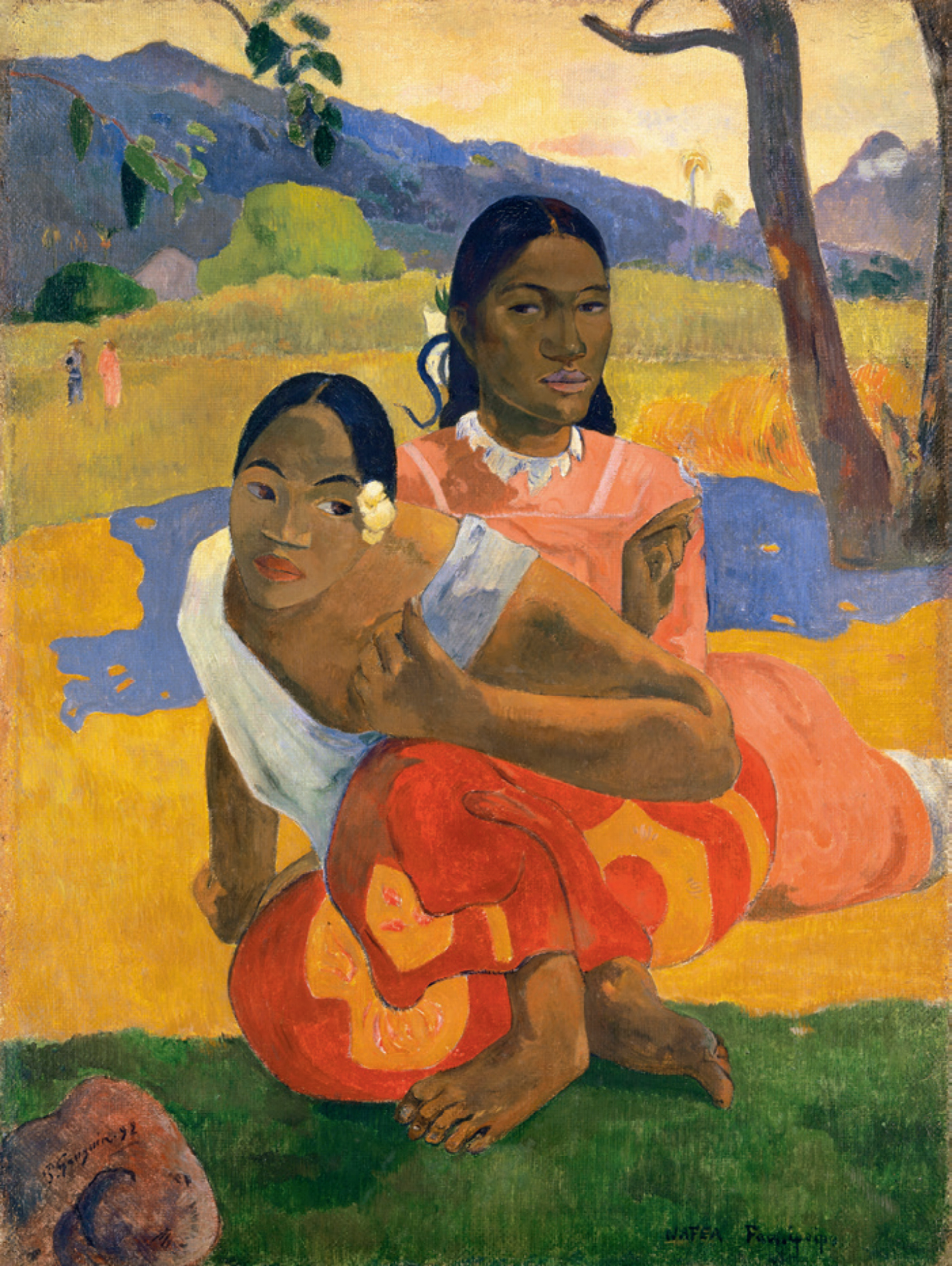
Quand te maries-tu ?, Paul Gauguin
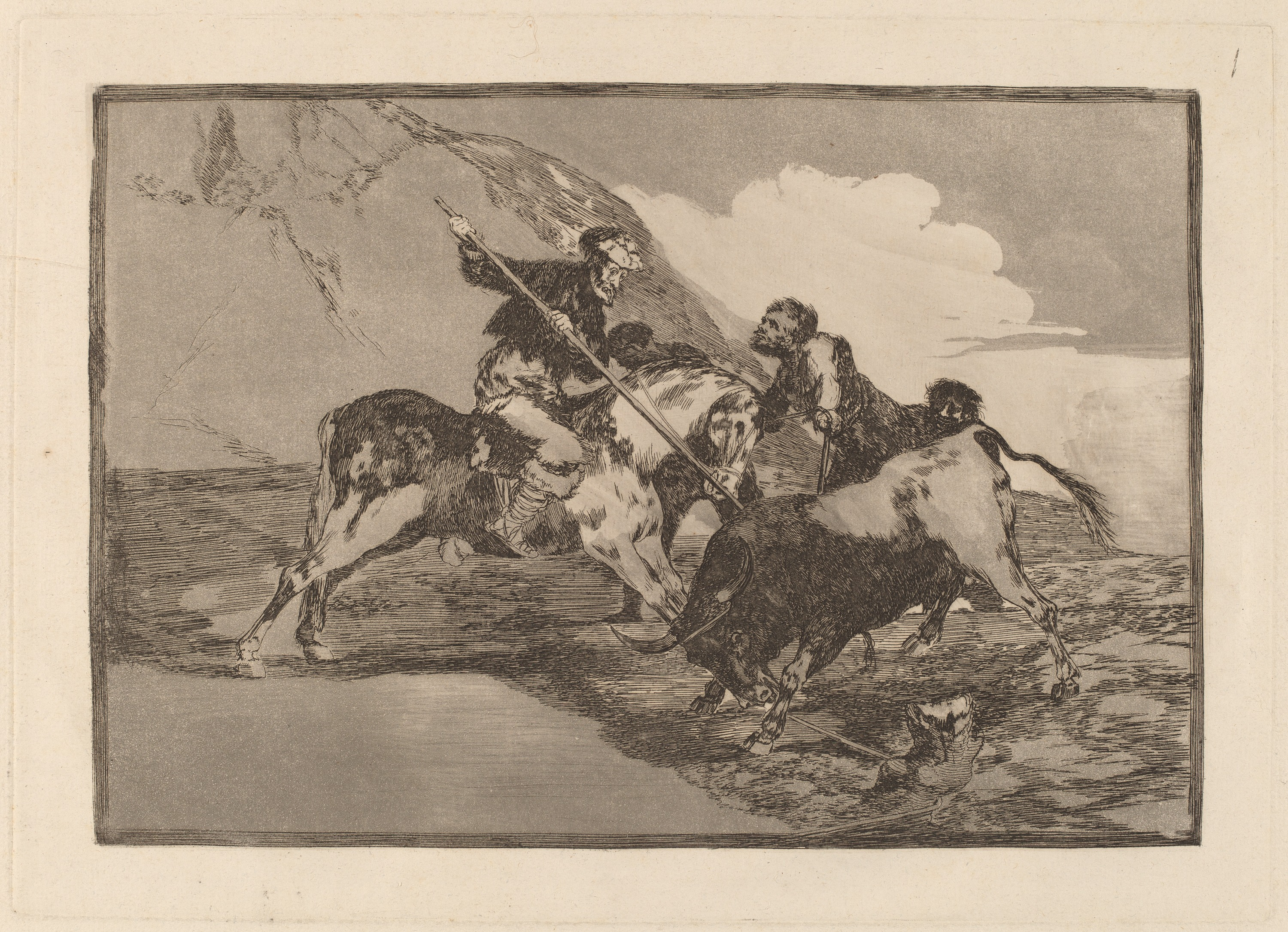
La Tauromachie, Francisco de Goya
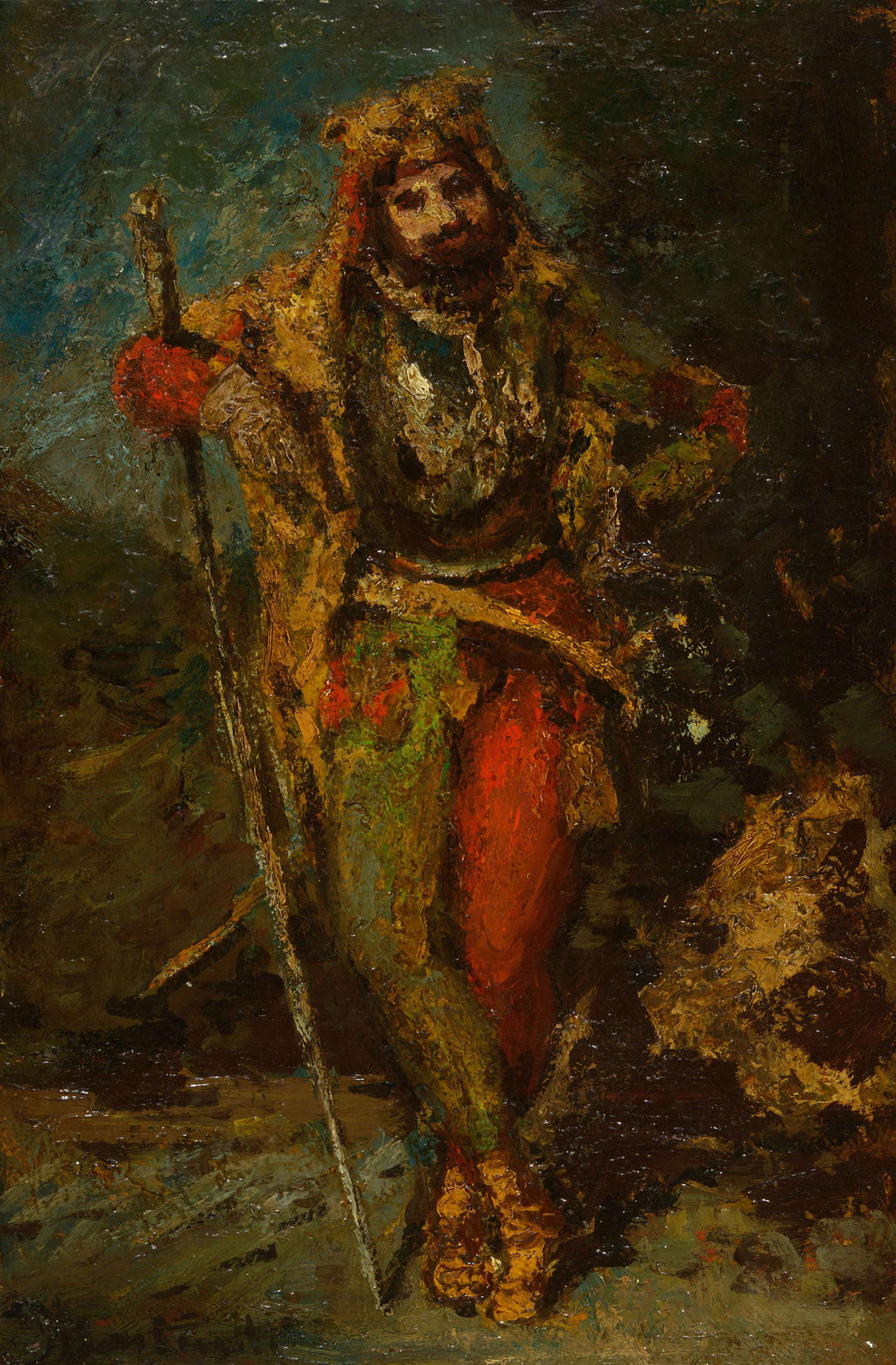
Méphistophélès, Adolphe Monticelli
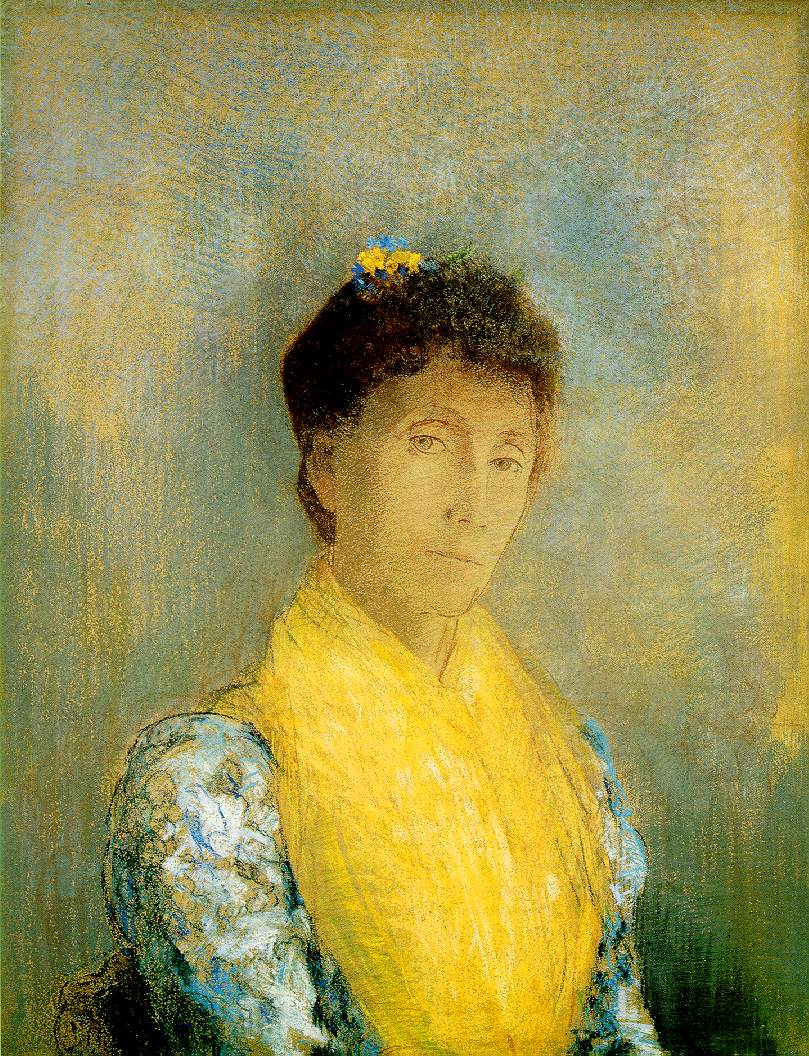
L'Écharpe jaune, Odilon Redon
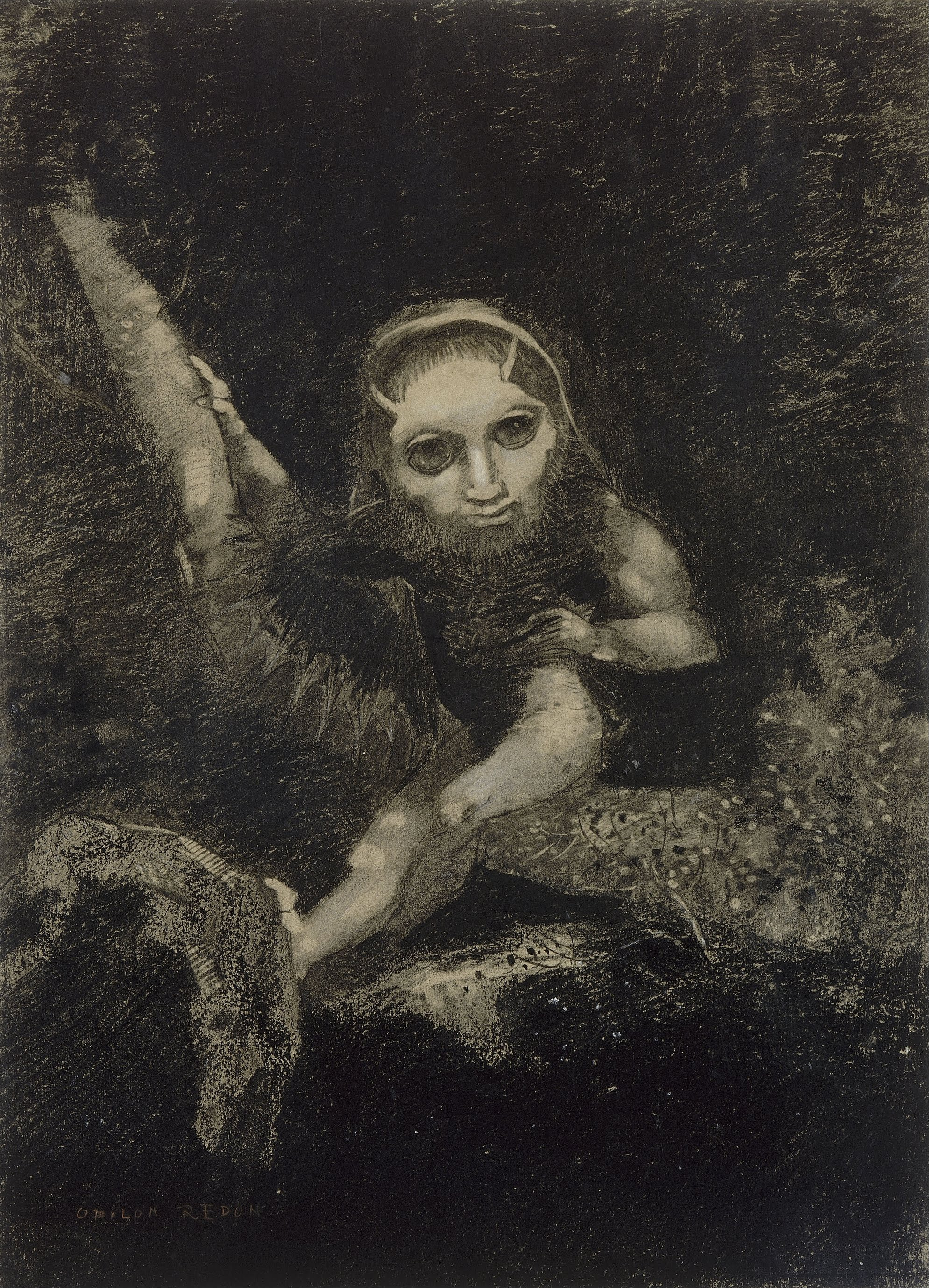
Caliban, Odilon Redon
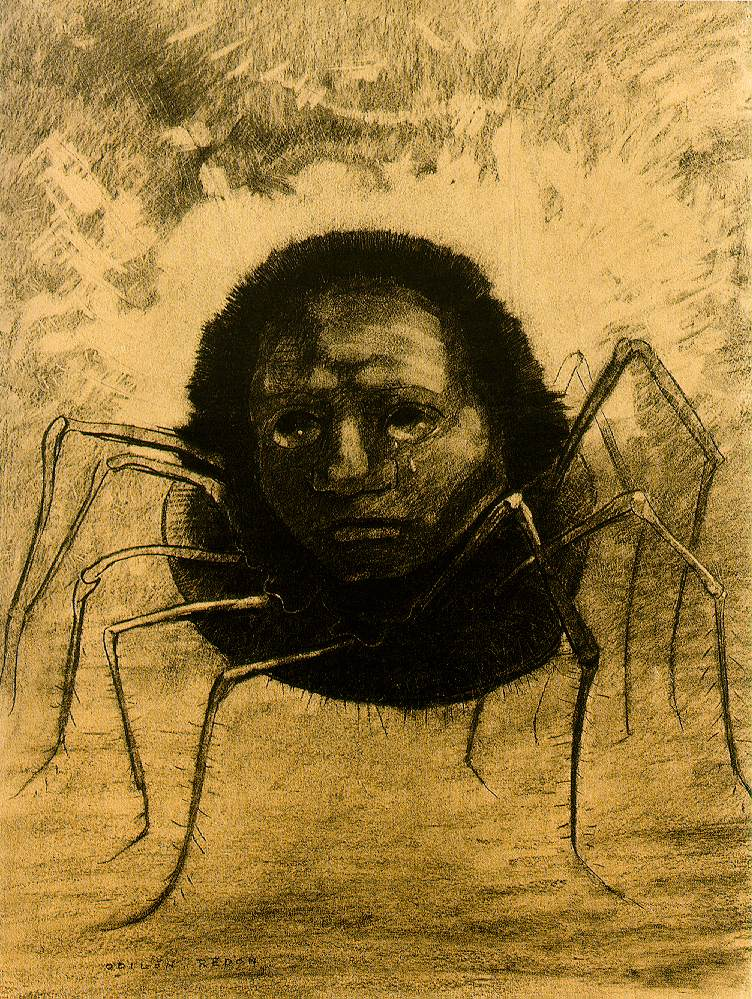
L'Araignée qui pleure, Odilon Redon
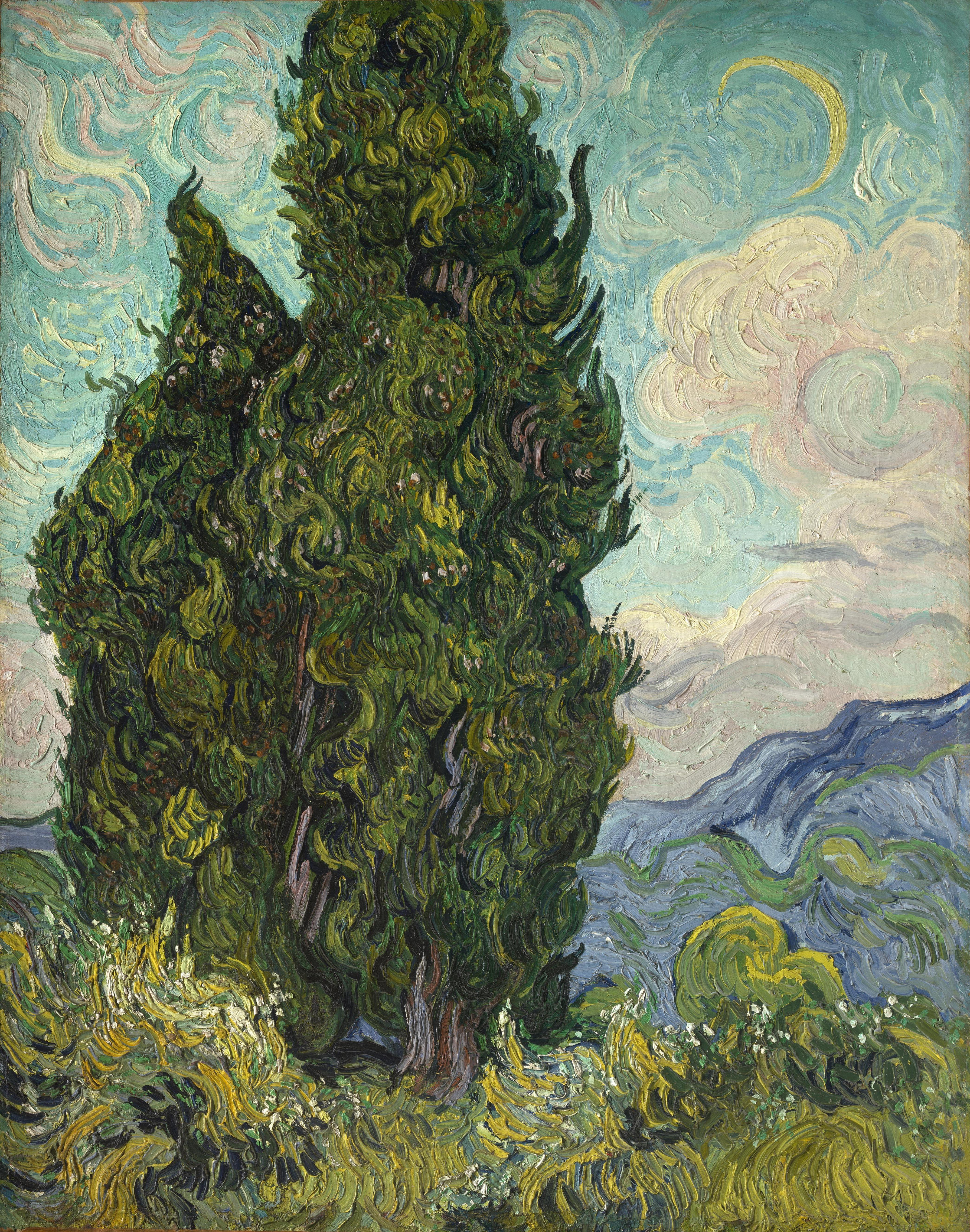
Les Cyprès, Vincent van Gogh